# Cordia africana
Cordia africana ou cordia-da-abissínia é uma árvore perene de tamanho médio (10-12 m. de altura), de flor branca, da família Cordiaceae , nativa da África .  Produz frutos comestíveis e sua madeira é utilizada para tambores ou outras carpintarias.

## Usos
Cordia africana tem sido utilizada na fabricação de tambores. O Tambor Akan, que agora está no Museu Britânico, foi identificado como sendo de fabricação africana porque foi descoberto que era feito desta árvore.  Também é chamada de cordia-da-abissínia e tem sido usada em pisos, móveis de alta qualidade, fabricação de janelas e decks internos. A madeira pode ser utilizada para a fabricação de colmeias que podem ser mantidas nesta árvore onde as abelhas podem viver do abundante néctar que vem das flores. Além disso, a árvore fornece folhas para forragem e frutos comestíveis.  